# Ра
Ра в давньоєгипетській міфології — бог Сонця, перший правитель Єгипту. За п'ятої династії фараонів шанувався як верховний бог, творець світу. Справжнє звучання імені цього бога достеменно невідоме, але загальноприйнятим є Ра, рідше Ре. Давні греки ототожнювали Ра з Геліосом. Зазвичай зображався з людським тілом і соколиною головою, на якій тримає Сонце у вигляді диска.
Згодом бога Ра ототожнено з іншими важливими божествами стародавнього Єгипту, зокрема Амоном та Гором. Виконуючи різні функції, Ра поставав ними та іншими богами й богинями. Часом вважається, що всі давньоєгипетські боги були аспектами Ра, таким чином Ра виступав єдиним Богом єгиптян.

## Форми Ра
- Хепрі (Хепера) — ранковий Ра, уособлення відродження. Зображався як жук скарабей, котрий котить Сонце, або людина з жуком замість голови. У певні періоди історії ранковим Ра вважався бог Гор (Ра-Горакті) і Хнум.
- Ра — власне Ра в звичному образі як бог Сонця. Зображався з людським тілом і соколиною головою, або цілком як сокіл. Таким він постає опівдні. Вночі ж, борючись зі змієм Апепом (Апопом), уявлявся в подобі кота.
- Амон-Ра — буквально «прихований (невидимий) Ра» — правитель усіх богів і світу, як його уявляли за Середнього царства, і покровитель фараона. Такі ж функції приписували пізніше Атуму-Ра. Зображався як людина в подвійній короні.
- Атум (Атем, Тему) — вечірній Ра. Зображався у людській подобі з символами влади. У цій формі Ра готувався до нічної битви з Апепом.
- Рат-тауі — жіноча іпостась Ра[1].

## Ра в міфах

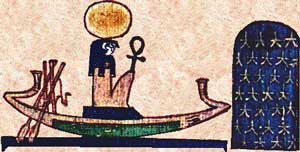
Ра в небесному човні освітлює Землю

### Походження Ра і світу
На початку існував безкрайній хаотичний океан Нун серед темряви. Нун створив сяйливе Яйце, з якого вийшов Ра. Новонароджений бог володів мовою і варто було йому сказати яке-небудь слово як виникало те, що воно означає. Ра проголосив, що буде Хепрі зранку та Ра опівдні й піднявся над океаном, вперше освітивши світ.
Ра по черзі назвав богів, які виникли і почали керувати відповідними речами та явищами: з появою Шу виник вітер, Тефнут — дощ, коли з'явилася Геб — виникла земля, з Нут утворилося небо, а Хапі дав початок ріці Ніл, що зробила навколишні землі родючими. Після цього Ра назвав усіх інших богів і речі, так створивши світ. Останніми він створив чоловіка і жінку, котрі з'явилися на землях Єгипту і дали початок людству. Завершивши творіння, Ра спустився на землю, набувши подоби людини, і став першим фараоном. Він правив тисячі років, за яких Єгипет процвітав, тому лишилася приказка про щасливе життя «як було в часи Ра». У столиці, Геліополі, на честь Ра було поставлено величезний обеліск із золота, що вказував на сонце.

### Бунт проти Ра
Бувши в подобі людини, Ра повільно старів і слабшав. Люди перестали шанувати його і слухатися законів фараона. Вони замислили убити Ра, адже його кістки були срібні, плоть золота, а волосся благородного лазурового кольору. Розгніваний Ра скликав богів Шу, Тефнут, Геба, Нут і Нуна до свого таємного палацу. Порадившись із ними, Ра послав на землю кровожерну богиню Сехмет, наказавши знищити весь людський рід. Спустившись в Нижній Єгипет, Сехмет стала жорстоко вбивати кожного, кого бачила, впродовж багатьох днів, просуваючись далі населеними землями.
Побачивши, як страждають люди, Ра вирішив помилувати їх, але не міг зупинити Сехмет, поки вона не виконає ранішого наказу. Аби врятувати людей, він вигадав набрати червоної вохри і змішати її з пивом. У Геліополі було заготовлено 7000 глеків з таким червоним пивом. Діставшись туди, Сехмет подумала, що в глеках кров, і стала жадібно його пити, поки не сп'яніла і не заснула. Ра перетворив Сехмет на Хатхор — богиню кохання, щоб людський рід відновився.

### Хитрість Ісіди
Геб і Нут мали дітей Осіріса, Ісіду, Нефтиду і Сета. Ісіда була наймудрішою після Ра і знала все на світі та в небі, крім таємного імені Ра. Тим часом Ра все старішав, коли одного разу його слина впала на землю, Ісіда зробила з утвореного бруду кобру. Вона послала змію слідом за Ра, щоб та вкусила бога. Боги злетілися на крик Ра і віднесли його до Ісіди, щоб вона вилікувала його. Ісіда на це сказала, що зцілить бога, якщо знатиме його таємне ім'я. Бог зрозумів, що кобру створив хтось, крім нього, і довго не хотів видавати таємниці. Врешті Ра взяв з Ісіди обіцянку, що вона не викаже це ім'я нікому, крім свого сина, який зватиметься Гор. Богиня вивела отруту з тіла Ра, але той, засмучений невдячністю людей і богів, покинув землю, відтоді з'являючись людям тільки як сонце.

### Подорож Ра
За Нового царства єгиптяни вірили, що навіть вирушивши на небо, Ра не залишив землю без своєї ласки. Єгипетська міфологія пояснювала небесний рух Сонця так: Ра в супроводі інших божеств щодня виїжджає зі сходу в денній барці (кораблі), щоб освітлювати землю, і через 12 годин пересідає в нічну барку, щоб протягом 12 нічних годин осявати підземний світ Дуат, де зустрічає Осіріса. Книга «Амдуат» описує кожну з дванадцяти нічних годин цієї подорожі. Іноді згадується, що Ра також переправляв мерців у потойбіччя на своїй барці.
У потойбічному світі Ра щоночі зустрічається віч-на-віч з Апепом — жахливим велетенським змієм, злим демоном темряви, що намагається проковтнути сонце і назавжди позбавити світ його світла. Апеп був протилежністю Маат, божественної справедливості Ра, і символізував зло, хаос, руйнування та іноземний гніт. Тому щоночі Ра в образі рудого кота за допомогою кількох інших богів, зокрема Баст, Серкет та Шу, перемагає Апепа, але мусить знову битися з ним наступної ночі. Згідно з «Амдуатом», битва відбувається о сьомій годині ночі.
Після перемоги над Апепом Ра відвідує місто Тебат-Нетеру. Боги Дуату починають боротьбу з ворогами Ра в цей час.
Гімни, присвячені Ра, що подорожує царством Осіріса, містяться в «Книзі Мертвих».

## Культ Ра

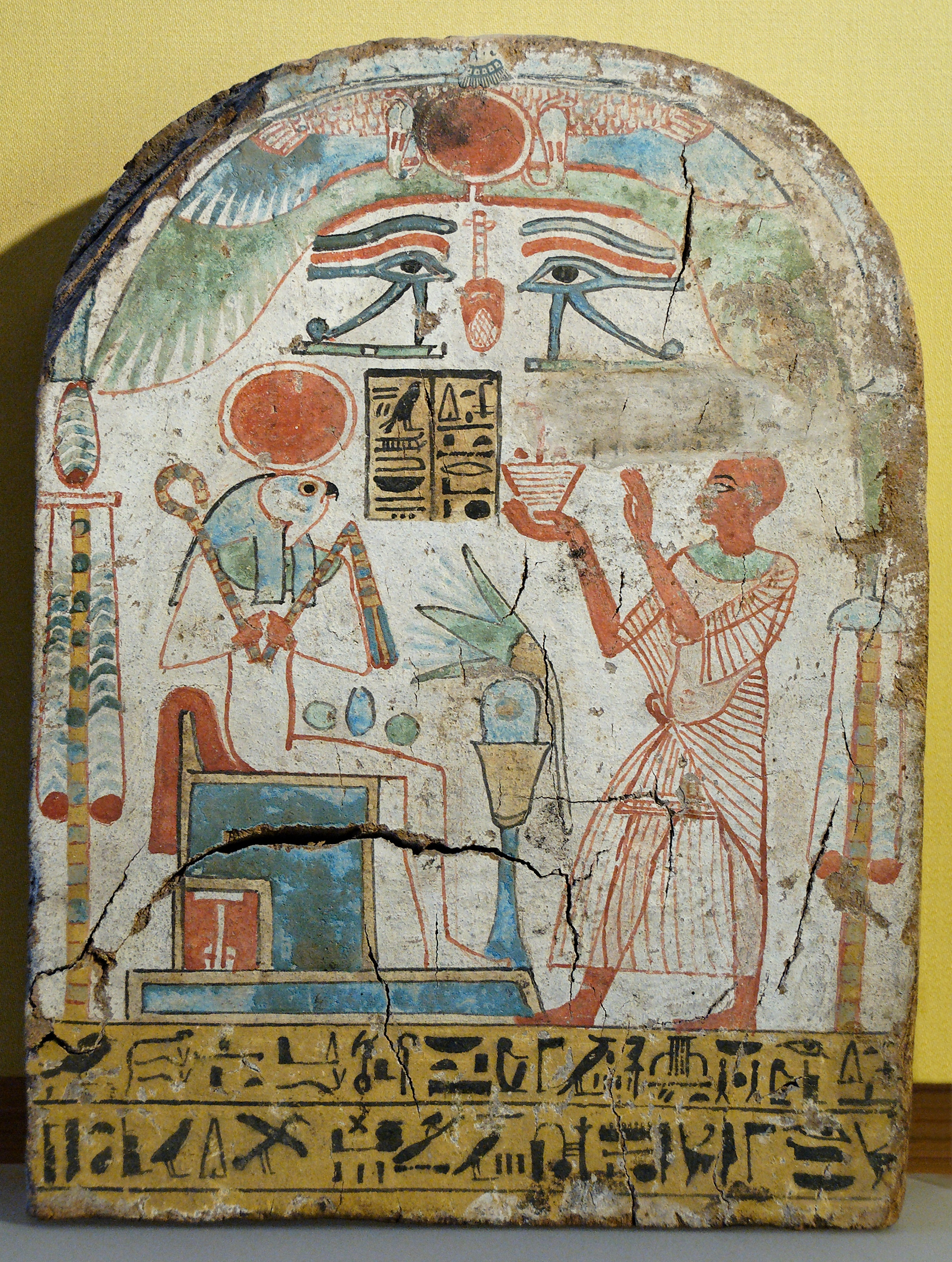
Жрець вшановує Ра. Малюнок на дереві 900 року до н. е.

Вшанування Ра почалося за Другої династії. За Четвертої фараони стали іменуватися синами Ра та набули статусу його земних утілень. Розквіт його культу припав на П'яту династію, коли він став державним, а на честь Ра почали зводити обеліски, піраміди та храми. Саме в цей час виникають тексти про подорож Ра в Дуат. Александр Македонський, завоювавши Єгипет, мусив відвідати оазу Сива, щоб пройти церемонію «усиновлення» богом Сонця та стати таким чином законним правителем Єгипту.
Центр культу Ра розташовувався в Геліополі, де спершу поклонялися Атуму. З часом Атум став вважатися іпостассю Ра.
Головною святинею древніх єгиптян були два кораблі, поміщені до храму Хат Бенбен у Геліополі. Вони символізували кораблі, якими бог подорожує по небу: «Мад» і «Секті». Єгиптяни вірили, що в спеціальній каюті на кораблі незримо перебуває сам Ра і супровідні боги, відображаючи небесне плавання. Той факт, що в Геліополі поклонялися двом локаціям бога Сонця, вказує, що це божество не розглядалося як неподільне, а розкладалося на дві сутності, кожній з яких могло приписуватися незалежне існування. Спочатку кожна форма цього божества мала власну сферу діяльності, але поступово їхні властивості і функції стали майже ідентичними. Менші барки використовувалися в місцевих обрядах. Наприклад, у Фівах використовували прикрашену золотом і коштовним камінням кедрову барку завдовжки 60 м.
У Геліополі стояв обеліск під назвою Бенбен, який символізував Ра в подобі первісного пагорба, першої суші, що з'явилася над водою. Цей обеліск був першою річчю в місті, якої торкалося сонячне проміння щоранку. Можливо, він був позолочений, щоб відображати сяйво сонця.

## Іконографія Ра

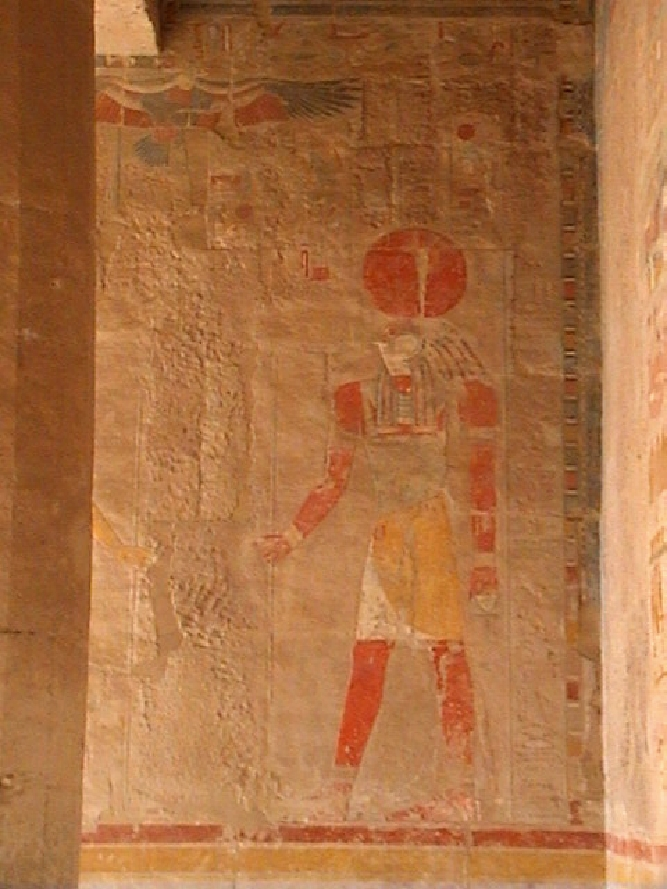
Ра в храмі Дейр-ель-Бахрі.

Ра зображався у вигляді людини з головою сокола (або кібчика), який в одній руці тримає символ життя, в інший — символ незалежності, царський жезл уас. На його голові поміщався сонячний диск, обвитий змією під назвою урей, яка символізувала владу над життям і смертю. Зображення сокола символізувало сонце і поняття «бог». Вважається, що зв'язок з цим птахом виник через спосіб полювання сокола — він ширяє високо в небі, після чого падає на жертву, як сонячне проміння. Сокіл вважався священною твариною, місця їх гніздування шанувалися, а тіла птахів після смерті муміфікувалися.
Інші зооморфні зображення Ра: кіт, лев, баран, змія, крокодил, баран, теля, бик або бабуїн. Також іноді зображався як людина з головою цих тварин. Відомо про Ра як сокола з головою барана та лева з головою сокола, чотириголового барана.
Символізувати бога крім того могло саме Сонце, хлопчик всередині сонячного диска.

## У сучасній культурі
- У псевдонауках часто стверджується начебто слово ра є прадавнім і існує майже у всіх мовах світу, означаючи «сонце», «добро». До прикладу, його «знаходять» в таких словах як райдуга, радість, правда, при цьому ігноруються рана, раб та подібні, що мають цю частину. Особливо це притаманно російській псевдонауці[19][20].
- Норвезький дослідник Тур Геєрдал дав назву «Ра» та «Ра II» двом своїм очеретяним човнам. За допомогою цих човнів Геєрдал практично обґрунтував можливість контактів між Давнім Єгиптом і ранніми американськими цивілізаціями, що могло б пояснити подібність ритуалів і культів поклоніння Сонцю, а також будування пірамід з обох боків Атлантичного океану. Геєрдал та його команда, що складалася з радянського лікаря і мандрівника Юрія Сенкевича, 17 травня 1970 вирушили на «Ра II» в морську мандрівку з Марокко в Центральну Америку.
- В творах, заснованих на давньоєгипетській міфології, Ра часто зображається верховним богом, якому притаманна мудрість і справедливість, але віддаленість від людей. Наприклад, у коміксі та мультсеріалі «Пригоди Папіруса», фільмі «Боги Єгипту».

### Художня література
- Спотворене ім'я Амон-Ра російський письменник Віктор Пелевін використав для назви своєї книги «Омон Ра».

### Кінематограф
- У знятому в 1994 науково-фантастичному фільмі «Зоряна брама» давній бог Ра ототожнений з інопланетянином, який у давнину поневолив людство. Після повстання на Землі Ра подався на пустельну планету Абідос, куди в наші дні за допомогою Зоряної брами і вирушив військово-дослідний загін з Землі. В кінці фільму Ра гине на своєму космічному кораблі внаслідок ядерного вибуху, однак згодом він з'являється в серіалі «Зоряна брама: SG-1» в серії «Мебіус», у якій група SG-1 вирушає в минуле.
- 2016 року роль Ра у фільмі «Боги Єгипту» виконав Джеффрі Раш.

### Відеоігри
- У відеогрі Age of Mythology можна вибрати заступництво бога Ра.
- У вигаданому фентезійному світі Forgotten Realms Ре (аналог Ра) очолює пантеон Мулхоранда, населення якого походить від стародавніх єгиптян. Ціною свого життя (Ре гине в сутичці з Верховним богом орків Грумшем) він відбиває навалу орків на Мулхоранд і сусідній Унтер, після чого Хорус (аналог Гора) воскрешає Ре і зливається з ним у єдиному божестві Хорус-Ре (аналога Ра-Горахті).